# Hads Herred

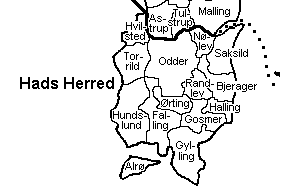
Hads Herred

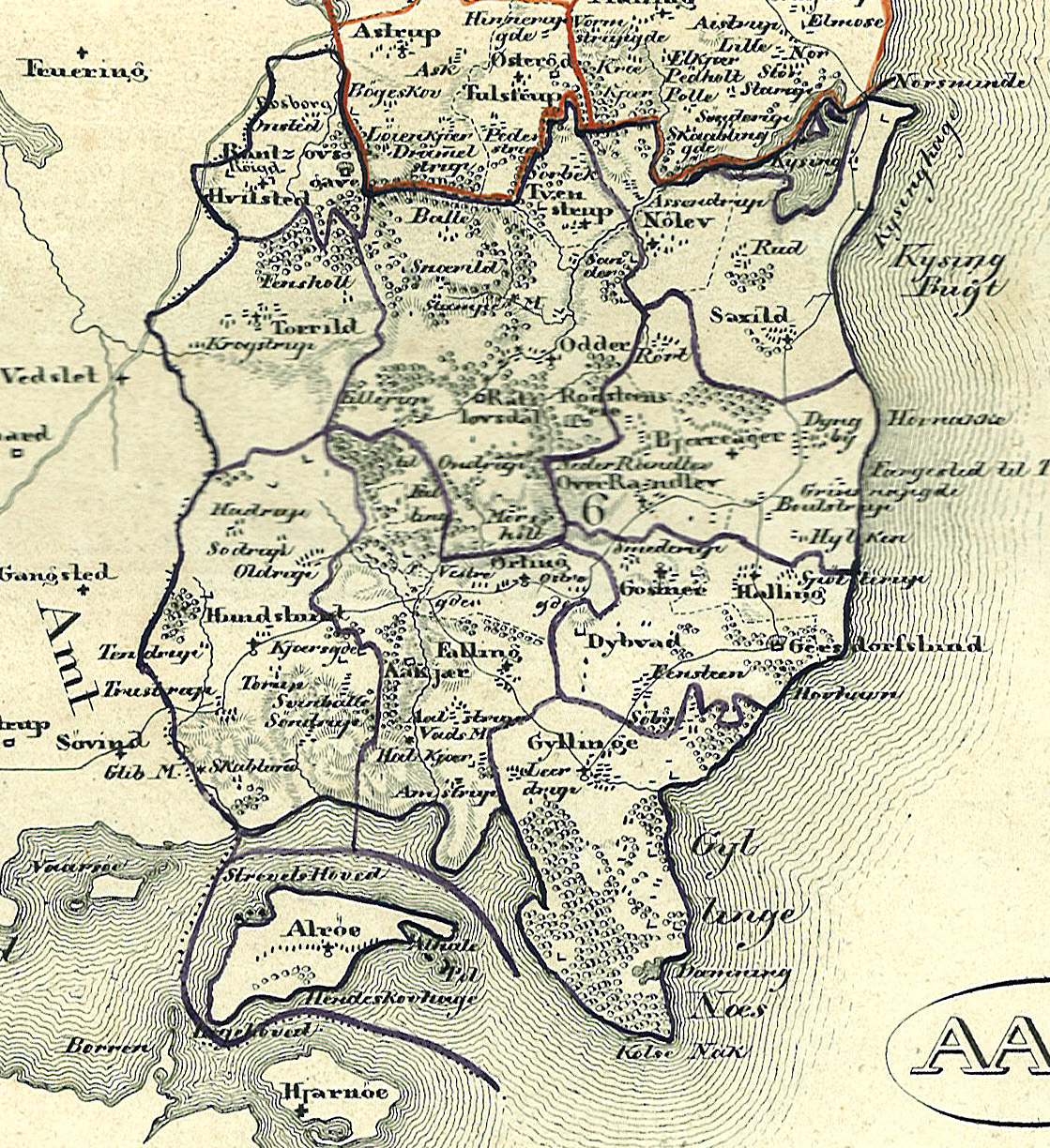
Hads Herred in 1826

Hads Herred was een herred in het voormalige Århus Amt in Denemarken. In Kong Valdemars Jordebog wordt Hads vermeld als Harzhæreth. Het gebied ging in 1970 over naar de nieuwe provincie Aarhus.

## Parochies
Hads was verdeeld in 14 parochies
- Alrø
- Bjerager
- Falling
- Gosmer
- Gylling
- Halling
- Hvilsted
- Hundslund
- Nølev
- Odder
- Randlev
- Saksild
- Torrild
- Ørting